# The Burning Halo
Albums de Draconian
Arcane Rain Fell
(2005) Turning Season Within
(2008)
The Burning Halo est la première compilation du groupe de metal gothique/doom metal suédois Draconian. L'album est sorti le 29 septembre 2006 sous le label Napalm Records.
Cette compilation est composée de trois titres inédits, de trois titres ré-enregistrés provenant à l'origine de leur démo intitulée The Closed Eyes of Paradise, sortie en 1999 ainsi que de deux reprises.

## Liste des morceaux
1. She Dies – 7:28
2. Through Infectious Waters (A Sickness Elegy) – 8:04
3. The Dying – 9:48
4. Serenade of Sorrow – 5:00
5. The Morningstar – 8:01
6. The Gothic Embrace – 8:34
7. On Sunday They Will Kill the World (reprise du groupe Ekseption) – 4:12
8. Forever My Queen (reprise du groupe Pentagram) – 2:49